# Quercus xanthotricha
Quercus xanthotricha är en bokväxtart som beskrevs av Aimée Antoinette Camus. Quercus xanthotricha ingår i släktet ekar, och familjen bokväxter. Inga underarter finns listade i Catalogue of Life.